# .22 BR Remington
El .22 Bench Rest Remington, comúnmente conocido bajo el diminutivo .22 BR Remington, es un cartucho "wildcat" comúnmente utilizado en la caza de alimañas y para el tiro en banco . Se basa en el casquillo del cartucho .308 × 1.5 pulgadas Barnes, con el cuello reducido para alojar proyectiles calibre .22, y alargado en .020 pulgadas, con el ángulo del hombro aumentado a 30°. Fue desarrollado por primera vez aproximadamente en 1963 por Jim Stekl, y en 1978 Remington estandarizó las dimensiones. Es conocido por sus altas velocidades y excelente precisión.